# Juan Toscano-Anderson
Juan Ronel Toscano–Anderson (ur. 10 kwietnia 1993 w Oakland) – amerykański koszykarz, występujący na pozycji niskiego skrzydłowego, posiadający także obywatelstwo meksykańskie, reprezentant tego kraju, od 2024 zawodnik Capitanes de Ciudad de México.
19 grudnia 2020 został zwolniony przez Golden State Warriors. 21 grudnia podpisał kolejną umowę z klubem na występy zarówno w NBA, jak i G-League. 13 maja 2021 jego kontrakt został przekonwertowany na pełną umowę z klubem do końca sezonu. 1 lipca 2022 dołączył do Los Angeles Lakers. 9 lutego 2023 został wytransferowany do Utah Jazz. 30 września 2023 zawarł umowę z meksykańskim Capitanes de Ciudad de México. 9 stycznia 2024 podpisał 10-dniowy kontrakt z Sacramento Kings. 20 stycznia 2024 powrócił do składu Capitanes de Ciudad de México.

## Osiągnięcia
Stan na 21 stycznia 2024, na podstawie, o ile nie zaznaczono inaczej.
NCAA
- Uczestnik rozgrywek:
  - Elite 8 turnieju NCAA (2013)
  - II rundy turnieju NCAA (2012, 2013)
- Mistrz sezonu regularnego konferencji Big East (2013)
- Wicemistrz sezonu regularnego Big East (2012)

NBA
- Mistrz NBA (2022)[12]
- Uczestnik konkursu wsadów NBA (2022)[13]

Drużynowe
- Mistrz Meksyku (2017, 2019)
- Wicemistrz Meksyku (2016)

Indywidualne
- MVP:
  - ligi meksykańskiej (2018)
  - meczu gwiazd ligi meksykańskiej (2016, 2017)
- Uczestnik:
  - meczu gwiazd:
    - ligi meksykańskiej (2016, 2017)
    - D-League (2018)

  - konkursu wsadów meksykańskiej ligi LNBP (2017)

Reprezentacja
- Wicemistrz Centrobasketu (2016)
- Uczestnik:
  - mistrzostw Ameryki (2015 – 4. miejsce)
  - kwalifikacji do:
    - mistrzostw świata (2017 – 10. miejsce, 2019)
    - igrzysk olimpijskich (2016 – 4. miejsce)